# Hioscin-butilbromid
Hioscin-butilbromid se još naziva i butilskopolamin. U pitanju je polusintetski derivat skopolamina (spoj kvaternog amonija), prirodnog alkaloida velebilja i sličnih biljaka iz porodice Solanaceae. Naime, na dušiku je uvedena butilna skupina čime je skopolamin postao pozitivno nabijeni ion butilskopolaminij, tj. butil hioscinij. Dolazi u obliku bromida. Tako izmijenjeni skopolamin više nije u stanju proći kroz krvno-moždanu barijeru i ne može djelovati na mozak uzrokujući uznemirenost, halucinacije i derilij. 

## Farmakoterapijska skupina i djelovanje
Pripada skupini antikolinergika odnosno antimuskarinskih lijekova. Spazmolitičko djelovanje zbiva se na razini izvršnih glatkomišićnih stanica i autonomnih ganglija mehanizmom blokade kolinergičkih receptora. Hioscin-butilbromid opušta glatko mišićje probavnog sustava, žučnih i mokraćnih putova te ženskih spolnih organa, pa tako smiruje grčeve i popratnu bol. Koristi se za liječenje spazama i prateće boli zbog hipermotiliteta želuca i crijeva, žučnih i mokraćnih putova, spastičkog zatvora stolice i dismenoreje. Može doći do pojave tzv. antikolinergičkih djelovanja, tj. do smanjenja lučenja znoja i sline, smetnji mikcije (naknadno kapanje ili smanjeni mlaz mokraće) i ubrzanja srčanog ritma.

## Terapijske indikacije
Spazmi i prateća bol zbog hipermotiliteta želuca i crijeva, žučnih i mokraćnih puteva, spastička konstipacija i dismenoreja.

## Kontraindikacije
Preosjetljivost na hioscin, glaukom, hipertrofija prostate, paralitički ileus, mehaničke stenoze probavnog sustava, tahikardija i megakolon.

## Interakcije
Djelovanje hioscin-butilbromida pojačava pri istodobnoj uporabi s ostalim lijekovima s antikolinergičkim djelovanjem (antihistaminici, simpatomimetici, triciklički antidepresivi), a slabi pri istodobnoj uporabi s dopaminskim antagonistima. Zbog smanjenog motiliteta probavnog sustava i usporenog prolaska sadržaja izazvanog hioscin-butilbromidom, može se promijeniti apsorpcija i smanjiti bioraspoloživost ostalih lijekova.

## Trudnoćaidojenje
Sigurnost uporabe u trudnoći nije provjerena pa se preporučuje prosuditi korist od davanja lijeka u odnosu na moguću opasnost po dijete, napose u prvim trima mjesecima trudnoće. U tijeku dojenja preporučuje se rabiti ga s oprezom, iako nije dokazana prisutnost u majčinu mlijeku.

## Posebna upozorenja
Hioscin-butilbromid u starijih ljudi može izazvati antikolinergički sindrom, smetenost i psihotičke reakcije, pa ga treba oprezno dozirati. Trebaju ga izbjegavati bolesnici s akutnom porfirijom.

## Doziranje
Odrasli uzimanju dnevne doze od 30 do 100 mg podjeljeno u tri do pet doza. Djeci u dobi od 6 do 12 godina daje se po potrebi 10 do 30 mg.

## Predoziranje
Akutno predoziranje uzrokuje prolazne antikolinergičke učinke na izlučivanje znoja i sline, na akomodaciju oka te srčani rad (suha crvena koža, midrijaza, tahikardija i druge) koji ubrzo nestaju nakon prestanka liječenja.

## Nuspojave
Hioscin-butilbromid se dobro podnosi pa uporaba propisanih doza rijetko izaziva prolazne antikolinergičke reakcije, npr. suhoću usta i žeđ, suhoću kože, midrijazu s gubitkom akomodacije i fotofobijom (zamagljenje vida), tahikardiju, otežano mokrenje i opstipaciju, a veoma rijetko smetenost i psihotične reakcije. Zamagljenje vida može se pojaviti pri peroralnoj uporabi visokih doza. Sve te nuspojave nestaju ubrzo nakon prestanka liječenja odnosno nakon smanjenja doze. Ako se pojavi alergijska reakcija (urtikarija, a iznimno rijetko i angioneurotski edem) liječenje treba odmah prekinuti.